# イエロー・バルーン (曲)
「イエロー・バルーン」(Yellow Balloon) は、アメリカ合衆国の音楽プロデューサー、ゲイリー・ゼクリーが書いた1967年の楽曲。当初は、ジャン&ディーンに提供された曲であったが、その過程で不満をもったゼクリー自身が、その時点では架空だったバンドイエロー・バルーン名義でシングルを出し、ヒットした。

## リリースまでの経緯
1966年秋、アルバム用の楽曲を探していたジャン&ディーンのディーン・トーレンスは、ゲイリー・ゼクリーに楽曲の提供を依頼し、用意された楽曲のひとつが「イエロー・バルーン (Yellow Balloon)」であった。
しかし、ゼクリーは、トーレンスによる録音の出来に満足できず、これに対抗して自らシングルを吹き込むことを決意し、カンタベリー・レコード (Canterbury Records) のケン・ハンドラー (Ken Handler) の協力を得てこれを実現した。レコーディングでは、ゼクリーが自ら歌い、マイク・ポストが12弦ギターで参加した。

## リリースとその後
ゼクリーが録音したシングルは、イエロー・バルーン名義でリリースされ、トーレンスのバージョンと直接競い合うことになった。トーレンスのシングルは、その当時ジャン・ベリーが交通事故で瀕死の重傷を負って録音に参加していなかったにもかかわらず、ジャン&ディーンのデュオ名義でリリースされた。1967年5月20日付の Billboard Hot 100 チャートで、イエロー・バルーンのバージョンは25位となったが、ジャン&ディーンのバージョンは圏外の111位にとどまった。これは、合衆国内各地のDJたちが、もっぱらイエロー・バルーンのバージョンだけをかけたためであった。シングルのB面には、曲名の綴りを逆さまにした「Noollab Wolley」が収められていた。
しかし、一部のラジオ局は、この曲が、ドノヴァンの「メロー・イエロー (Mellow Yellow)」のように、幻覚剤の黄色い錠剤を意味しているのではないかと危惧して、放送を禁じた。
このシングルは、バンドへ興味をもったファンを生み出し、アルバムの制作やテレビ番組の出演などの機運が高まった。問題は、実際にはイエロー・バルーンというバンドが実在していないということであった。カンタベリー・レコードのハンドラーは、元マイスケティアーズの一員でテレビ番組『My Three Sons』のロビー・ダグラス (Robbie Douglas) 役で知られ、レーベルに所属していたドン・グレイディに白羽の矢を立てた。グレイディは知り合いのミュージシャンたちを集め、アレックス・ヴァルデス (Alex Valdez)（リードボーカル）、ポール・カネラ (Paul Kanella)（リードギター）、ドン・ブラウクト (Don Braucht)（ベース）、アラン・デボア (Alan DeBoer)（スタジオのみのドラムス）、フォレスト・"フロスティ"・グリーン (Forrest "Frosty" Green)（キーボード）を揃えた。ゼクリーは、セルフタイトルのアルバム『イエロー・バルーン』を、契約の都合から Yodar Critch という変名でプロデュースし、また、アルバムに収録された11曲のうち8曲に共作者として名を連ねた。
アルバム『イエロー・バルーン』は、収録楽曲でチャート入りしたのは「イエロー・バルーン」だけであったが、その後長くサンシャイン・ポップの古典的作品とみなされるようになった。